# Jean-Loup Chrétien
Jean-Loup Jacques Marie Chrétien (* 20. August 1938 in La Rochelle, Département Charente-Maritime, Frankreich) ist ein ehemaliger französischer Raumfahrer (Spationaut) und Testpilot. Er war der erste Franzose und der erste Westeuropäer im Weltraum.

## Ausbildung
Nach dem Besuch verschiedener Schulen in Ploujean, Saint-Brieuc und Morlaix studierte er von 1959 bis 1961 an der Akademie der französischen Luftwaffe in Salon-de-Provence. Nach seiner Ausbildung als Jetpilot diente er bis 1970 bei einer Fliegerstaffel in Orange.
Anschließend absolvierte er die französische Testpilotenschule EPNER und arbeitete sieben Jahre als Testpilot in Istres.

## Raumfahrertätigkeit
Nachdem die französische Raumfahrtbehörde CNES im April 1979 ein Angebot der UdSSR erhalten hatte, dass ein französischer Raumfahrer an Bord eines Sojus-Raumschiffes mitfliegen könne, wurden ab September 1979 entsprechende Kandidaten für den ersten bemannten Raumflug Frankreichs, den Premier vol habité, gesucht.
Chrétien bewarb sich und wurde im Juni 1980 als einer von zwei Kandidaten ausgewählt. Ab September 1980 befand er sich zur Ausbildung in der Sowjetunion, im Jahr darauf wurde er als Kosmonaut für den Flug Sojus T-6 nominiert. Am 24. Juni 1982 startete er als erster Westeuropäer ins All. Zusammen mit Wladimir Dschanibekow und Alexander Iwantschenkow koppelte er an die Raumstation Saljut 7, die bereits mit den Kosmonauten Anatoli Beresowoi  und Walentin Lebedew bemannt war, an. Nach sieben Tagen kehrte Chrétien wieder zur Erde zurück.
Nach diesem Einsatz wurde er Chef des Astronautenbüros des CNES.
Auch die US-Amerikaner boten Frankreich eine Gelegenheit für einen bemannten Raumflug. In den Jahren 1984 und 1985 war Chrétien Ersatzmann für Patrick Baudry bei der Space-Shuttle-Mission STS-51G, die im Juni 1985 startete.
Ab 1987 bereitete sich Chrétien auf das sowjetisch-französische Forschungsprojekt Mir-Aragatz vor, das einen Besuch bei der sowjetischen Raumstation Mir vorsah. Zu seinem zweiten Raumflug startete Chrétien am 26. November 1988 an Bord von Sojus TM-7. Damit wurde er zum ersten Kosmonauten eines Gastlandes, der zwei Mal an Bord eines sowjetischen Raumschiffes flog. Zusammen mit Alexander Wolkow und Sergei Krikaljow koppelte er an die Mir, die bereits mit Wladimir Titow, Mussa Manarow und Waleri Poljakow bemannt war, an. Neben verschiedenen wissenschaftlichen Experimenten unternahm er dabei am 9. Dezember 1988 als erster nicht US-amerikanischer bzw. sowjetischer Raumfahrer überhaupt einen Weltraumausstieg, der sechs Stunden dauerte. Der Rückflug zur Erde erfolgte nach 24 Tagen im Raumschiff Sojus TM-6 zusammen mit Titow und Manarow.
Zwischen 1990 und 1993 wurde Chrétien als Pilot der sowjetischen Raumfähre Buran ausgebildet, die jedoch keinen bemannten Flug absolvierte.
Ab 1995 arbeitete Chrétien wieder bei der NASA in Houston. Zu seinem dritten Raumflug startete er am 26. September 1997 an Bord des US-amerikanischen Space Shuttles Atlantis zur Mission STS-86. Auch dieser Flug führte zur Mir, die zu dieser Zeit mit Anatoli Solowjew, Pawel Winogradow und Colin Michael Foale bemannt war. Der Flug dauerte zehn Tage.
Im Jahre 2000 nahm Chrétien die US-Staatsbürgerschaft an. Seine zweite Frau Amy Kristine Jensen ist US-Amerikanerin.
Im Jahr 2001 verlor er nach einem unverschuldeten Unfall in einem Baumarkt seine Pilotenlizenz, schied aus der NASA aus und wurde am 3. November 2001 offiziell aus dem NASA Astronautencorps verabschiedet.
Er spricht fließend englisch und russisch und erhielt viele Auszeichnungen, darunter Held der Sowjetunion und Kommandeur der Ehrenlegion.
Er schied als Général de brigade aérienne en deuxième section  aus dem aktiven Dienst (entspricht in Deutschland einem Generalmajor im Ruhestand) und ist in der Privatwirtschaft, in Houston (Texas) als Vizepräsident für Tietronix Software tätig.